# زمین‌لرزه ۱۲۰۳ شیراز
در ۴ تیر ۱۲۰۳ برابر با ۲۵ ژوئن ۱۸۲۴ در منطقه فارس ایران زمین‌لرزه‌ای بزرگ رخ داد. شهر شیراز و اطراف آن به شدت آسیب دید و تقریباً تمام ساختمان‌ها ویران شدند. بزرگای این زلزله نزدیک به ٧.۵ ریشتر بود که تا شعاع ۲۵۰ کیلومتر احساس گردید. تلفات این زلزله در حدود ۲۰ هزار نفر عنوان شده‌است.
سطح آب زیرزمینی در دشت شیراز بر اثر این زلزله بالا آمده و پس لرزه‌های آن تا مدت شش ماه ادامه داشته‌است.

## خسارت
در پی این زلزله بخش خاوری باروی شهر و تقریباً همه برج‌های آن فرو افتاد و به باقیمانده دژ شهر نیز آسیب رسید. از میان ساختمان‌های همگانی، آن‌هایی که در طول دوران کریم خان زند ساخته شده بودند، مانند بازار و مسجد وکیل، آسیب اندکی دیدند. گنبد و دیوارهای حرم شاهچراغ، مدرسه خان، امام‌زاده علی بن حمزه و امامزاده سعید احمد، و نیز بخشی از کاخ شهر و چندین مناره فرو ریخت.